# Lijst van nummer 1-hits in Wallonië in 2016
Deze hits stonden in 2016 op nummer 1 in de Waalse Ultratop 50, de bekendste hitlijst in Wallonië.
| Datum        | Artiest                           | Titel                  |
| ------------ | --------------------------------- | ---------------------- |
| 2 januari    | Adele                             | Hello                  |
| 9 januari    | Adele                             | Hello                  |
| 16 januari   | Adele                             | Hello                  |
| 23 januari   | Adele                             | Hello                  |
| 30 januari   | Adele                             | Hello                  |
| 6 februari   | Adele                             | Hello                  |
| 13 februari  | Adele                             | Hello                  |
| 20 februari  | Adele                             | Hello                  |
| 27 februari  | Adele                             | Hello                  |
| 5 maart      | Rihanna & Drake                   | Work                   |
| 12 maart     | Yall & Gabriela Richardson        | Hundred miles          |
| 19 maart     | Yall & Gabriela Richardson        | Hundred miles          |
| 26 maart     | Yall & Gabriela Richardson        | Hundred miles          |
| 2 april      | Alan Walker                       | Faded                  |
| 9 april      | Alan Walker                       | Faded                  |
| 16 april     | Alan Walker                       | Faded                  |
| 23 april     | Alan Walker                       | Faded                  |
| 30 april     | Mike Posner                       | I took a pill in Ibiza |
| 7 mei        | Mike Posner                       | I took a pill in Ibiza |
| 14 mei       | Sia & Sean Paul                   | Cheap thrills          |
| 21 mei       | Mike Posner                       | I took a pill in Ibiza |
| 28 mei       | Mike Posner                       | I took a pill in Ibiza |
| 4 juni       | Kungs & Cookin' on 3 Burners      | This girl              |
| 11 juni      | Kungs & Cookin' on 3 Burners      | This girl              |
| 18 juni      | Kungs & Cookin' on 3 Burners      | This girl              |
| 25 juni      | Kungs & Cookin' on 3 Burners      | This girl              |
| 2 juli       | Kungs & Cookin' on 3 Burners      | This girl              |
| 9 juli       | Kungs & Cookin' on 3 Burners      | This girl              |
| 16 juli      | Kungs & Cookin' on 3 Burners      | This girl              |
| 23 juli      | Kungs & Cookin' on 3 Burners      | This girl              |
| 30 juli      | Kungs & Cookin' on 3 Burners      | This girl              |
| 6 augustus   | Justin Timberlake                 | Can't stop the feeling |
| 13 augustus  | Justin Timberlake                 | Can't stop the feeling |
| 20 augustus  | Justin Timberlake                 | Can't stop the feeling |
| 27 augustus  | Justin Timberlake                 | Can't stop the feeling |
| 3 september  | Kungs & Cookin' on 3 Burners      | This girl              |
| 10 september | Kungs & Cookin' on 3 Burners      | This girl              |
| 17 september | Lost Frequencies & Sandro Cavazza | Beautiful life         |
| 24 september | Lost Frequencies & Sandro Cavazza | Beautiful life         |
| 1 oktober    | Major Lazer, Justin Bieber & MØ   | Cold water             |
| 8 oktober    | Lost Frequencies & Sandro Cavazza | Beautiful life         |
| 15 oktober   | Møme & Merryn Jeann               | Aloha                  |
| 22 oktober   | LP                                | Lost on you            |
| 29 oktober   | LP                                | Lost on you            |
| 5 november   | LP                                | Lost on you            |
| 12 november  | Sia & Kendrick Lamar              | The greatest           |
| 19 november  | Rag'n'Bone Man                    | Human                  |
| 26 november  | The Weeknd & Daft Punk            | Starboy                |
| 3 december   | The Weeknd & Daft Punk            | Starboy                |
| 10 december  | LP                                | Lost on you            |
| 17 december  | LP                                | Lost on you            |
| 24 december  | The Weeknd & Daft Punk            | Starboy                |
| 31 december  | Rag'n'Bone Man                    | Human                  |